# Carios sawaii
Carios sawaii är en fästingart som beskrevs av Kitaoka och Suzuki 1973. Carios sawaii ingår i släktet Carios och familjen mjuka fästingar. Inga underarter finns listade.